# Ibrahim A. Omoson
Ibrahim A. Omoson (oder Brahima Ahmed Omosun) (* im 20. Jahrhundert; † 17. März 2002 in Equare, Edo State in Nigeria) war ein nigerianischer Richter, er war Chief Justice in Gambia.

## Leben
Omoson wurde als Oberster Richter (englisch Chief Justice) von Gambia als Nachfolger von Emmanuel Ayoola 1992 ernannt. Er wurde 1995 von Omar H. Aghali abgelöst.